# Ґжибно (Хелмінський повіт)
Ґжибно (пол. Grzybno, нім. Griebenau) — село в Польщі, у гміні Уніслав Хелмінського повіту Куявсько-Поморського воєводства.
Населення — 629 осіб (2011).
У 1975-1998 роках село належало до Торунського воєводства.

## Демографія
Демографічна структура станом на 31 березня 2011 року:
|          | Загалом | Допрацездатний вік | Працездатний вік | Постпрацездатний вік |
| -------- | ------- | ------------------ | ---------------- | -------------------- |
| Чоловіки | 314     | 77                 | 205              | 32                   |
| Жінки    | 315     | 63                 | 186              | 66                   |
| Разом    | 629     | 140                | 391              | 98                   |